# Organisatie van Inheemsen in Suriname
Organisatie van Inheemsen in Suriname (afkorting OIS) is een organisatie die opkomt voor de situatie van  de Inheemse bevolking op Suriname. Zij is opgericht op 24 september 1992. Vanuit Paramaribo strijden zij met name voor de toekenning van grondenrechten aan de Inheemse bevolking.

## Achtergrond
De OIS strijdt voor de rechten van de Inheemse bevolking. Zij bedoelen hiermee elke (afstammeling van een) oorspronkelijke bewoner van Suriname. Hieronder verstaan zij zowel de vier stammen, Karaïben, Arowakken, Trio en Wajana maar ook de marrons. De belangen worden verder behartigd door de Vereniging Inheemse Dorpshoofden Suriname (VIDS).
OIS stelt zichzelf de functie van algemene belangenbehartigingsorganisatie voor Inheemsen. Van deze organisatie kan in principe iedereen lid worden. Vanaf 31 oktober 2011 is  Andrew J.M. Karwafodi de voorzitter. De organisatie bestaat uit leden, ereleden en donateurs.
OIS streeft ernaar de marginale positie van de Inheemsen van Suriname te verbeteren. Dit doen zij met name door het zichtbaar maken en tonen van de cultuur van de Inheemsen. De dag der Inheemsen op 9 augustus is een van de middelen die OIS hiervoor heeft ingesteld. Tijdens deze dag vraagt OIS aandacht voor een nog groter doel, het in de wet laten opnemen van het recht van de inheemse bevolking op collectieve grond, zodat zij medezeggenschap verkrijgen over de grond waarop men leeft. Zo heerst er op dit moment in Suriname nog steeds een systeem van grondhuur.
Om deze doelen te bereiken houdt OIS toespraken en organiseert zij vergaderingen en bijeenkomsten om aandacht te vragen voor de problematiek.